# L'ens
L'ens (original: The Entity) és una pel·lícula estatunidenca dirigida per Sidney J. Furie, estrenada el 1982 i doblada al català.

## Argument
Carla Moran, una jove interpretada per Barbara Hershey, veu el seu dia a dia trastornat quan una entitat invisible la turmenta i la viola moltes vegades, deixant-la marcada físicament. Psiquiatres s'interessen pel seu cas, i després, davant dels pocs resultats, especialistes d'esdeveniments supernaturals (UCLA) intenten ajudar la jove.

## Repartiment
- Barbara Hershey: Carla Moran
- Ron Silver: Phil Sneiderman
- David Labiosa: Billy
- George Coe: el Doctor Weber
- Margaret Blye: Cindy Nash
- Jacqueline Brookes: el Doctor Cooley
- Richard Brestoff: Gene Kraft
- Michael Alldredge: George Nash
- Raymond Singer: Joe Mehan
- Allan Rich: el Doctor Walcott
- Natasha Ryan: Julie
- Melanie Gaffin: Kim
- Alex Rocco: Jerry Anderson
- Sully Boyar: Mr. Reisz
- Tom Stern: Woody Browne

## Al voltant de la pel·lícula
- El cineasta experimental austríac Peter Tscherkassky ha utilitzat les imatges d'aquest film, a Outer Space i Dream Work.

## Banda original
- Saturday Nite's All Right for Fighting, interpretat per Elton John
- Tou Can't Have Me, interpretat per Risky Shift
- Poor, Poor Pitiful Me, interpretat per Linda Ronstadt

## Premis i nominacions

### Premis
- Interpretació femenina per Barbara Hershey a Avoriaz 1983